# Belgorod
Pour l’article homonyme, voir K-329 Belgorod.
Cet article possède un paronyme, voir Belgrade (homonymie).
Belgorod (en russe : Белгород, et en ukrainien : Бєлгород ou ukrainien : Білгород, Bilhorod) est une ville de Russie, capitale administrative de l'oblast de Belgorod. Sa population s'élevait à 333 931 habitants en 2023.

## Géographie
Belgorod se trouve au confluent du Donets qui s'écoule du nord au sud et de l'un de ses affluents de la rive droite la Vezelka, à 35 km de la frontière ukrainienne, à 72 km au nord-est de Kharkiv, en Ukraine, à 128 km au sud-sud-est de Koursk et à 578 km au sud de Moscou.

## Histoire
Le nom de Belgorod signifie « ville blanche » en russe, ce qui s'explique par l'abondance du calcaire dans la région. D'autres villes du monde slave portent des noms qui ont le même sens : Belgrade, Białogard, Biograd, etc.
La localité est mentionnée pour la première fois en 1237, lorsqu'elle est ravagée par les hordes de Batu Khan. En 1596, elle est refondée sur l'ordre de Boris Godounov et devient l'un des nombreux forts mis en place pour défendre les frontières du sud contre les tatars de Crimée. Pierre le Grand s'y rend la veille de la bataille de Poltava. En 1727 la ville devient le centre administratif du gouvernement de Belgorod (qui existe jusqu'en 1779).
Après le déplacement de la frontière russe plus au sud, la forteresse tombe en ruine et la ville est rattachée comme chef-lieu d'ouïezd au gouvernement de Koursk. Un régiment de dragons est en garnison dans la ville jusqu'en 1917.
Elle est occupée par l'Allemagne nazie le 25 octobre 1941. La ville est libérée une première fois à la suite de la bataille de Stalingrad, le 8 février 1943 par la 40e Armée, mais elle est reprise par la 2. SS Panzerdivision « Das Reich » le 19 mars lors de la bataille de Kharkov - Belgorod. La ville est définitivement évacuée par les Allemands le 5 août 1943 devant la contre offensive soviétique de Koursk (Opération Polkovodets Roumiantsev). La ville compte plusieurs monuments commémoratifs de la Seconde Guerre mondiale, dont le Diorama de Belgorod.
Belgorod est un centre administratif, industriel et culturel de l'oblast de Belgorod, établi en 1954.
En 2023, pendant la guerre russo-ukrainienne, la ville fait l'objet de bombardements, conduisant à l'évacuation de milliers de personnes. Moscou accuse alors des insurgés contre le gouvernement de Vladimir Poutine liés à l'Ukraine, mais celle-ci dénie toute responsabilité. L'attaque plus meurtrière a lieu le 30 décembre 2023, faisant 25 morts et une centaine de blessés. La Russie et l'Ukraine s'accusent mutuellement des explosions,.

## Population
La situation démographique de Belgorod s'est gravement détériorée au cours des années 1990. Le taux de natalité, qui était de 13,7 pour mille en 1990 est tombé à 8 pour mille en 2001, alors que dans le même temps le taux de mortalité passait de 8,2 à 12,3 pour mille. Le solde naturel, qui était nettement positif en 1990 (5,5 pour mille) est ainsi devenu négatif (−3 pour mille). Au cours des premières années du XXIe siècle, le taux de natalité s'est redressé, mais il est encore inférieur au taux de mortalité en 2007 (9,9 contre 11,1).
Recensements ou estimations de la population,,:
| 1626  | 1801  | 1856   | 1861   | 1890   | 1897*  | 1913   |
| ----- | ----- | ------ | ------ | ------ | ------ | ------ |
| 5 000 | 3 462 | 12 800 | 11 852 | 22 940 | 26 564 | 28 400 |

| 1926*  | 1939*  | 1959*  | 1970*   | 1979*   | 1989*   | 2002*   |
| ------ | ------ | ------ | ------- | ------- | ------- | ------- |
| 30 565 | 34 359 | 72 278 | 151 336 | 239 814 | 300 408 | 337 030 |

| 2010*   | 2012    | 2013    | 2014    | 2015    | 2016    | 2017    |
| ------- | ------- | ------- | ------- | ------- | ------- | ------- |
| 362 832 | 366 110 | 373 528 | 379 135 | 384 425 | 387 090 | 391 135 |

| 2018    | 2019    | 2020    | 2021    | 2023    | - | - |
| ------- | ------- | ------- | ------- | ------- | - | - |
| 391 554 | 392 426 | 394 142 | 339 978 | 333 931 | - | - |

### Agglomération de Belgorod

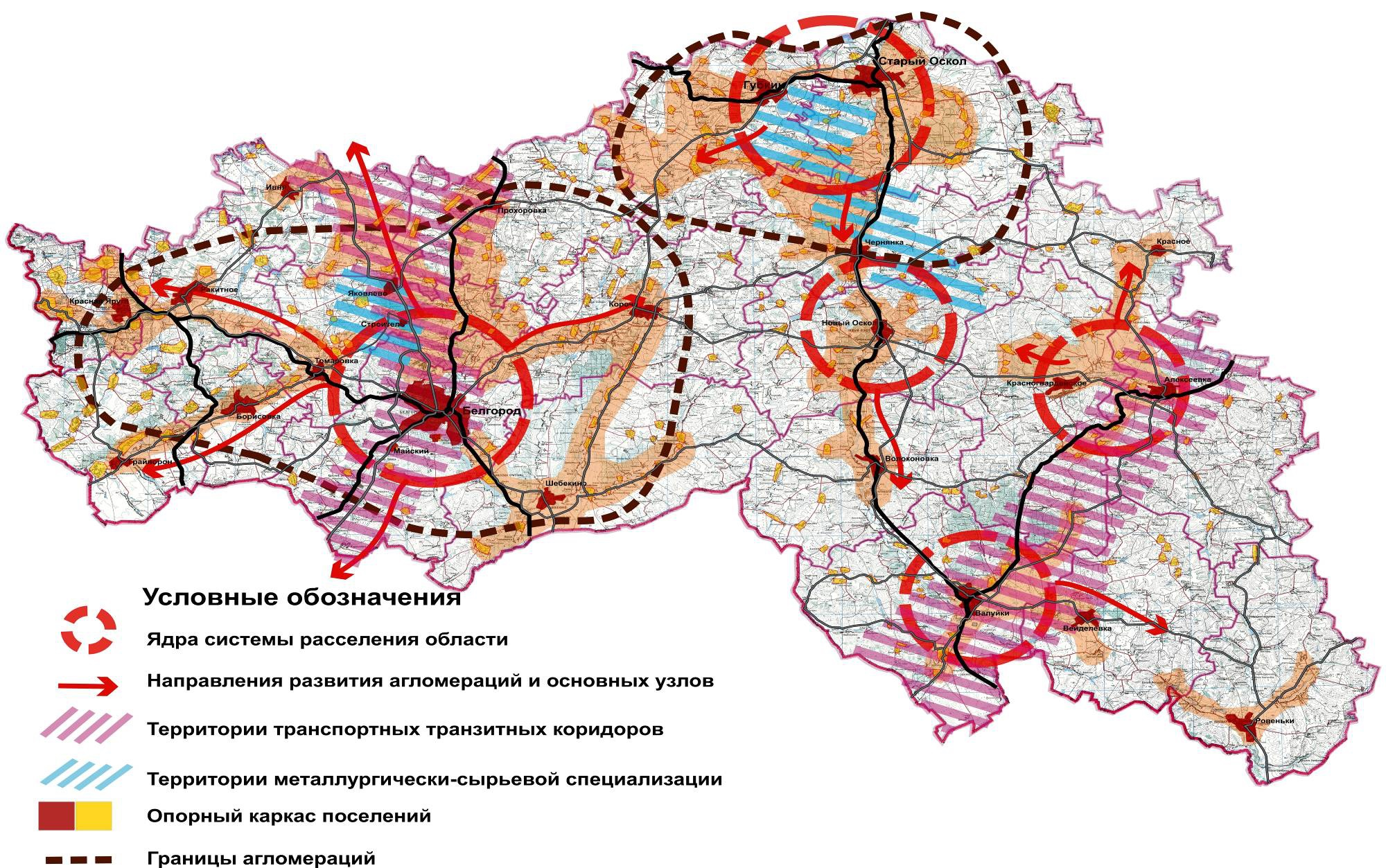
L'agglomération à gauche sur la carte de la région.

La ville est le centre de l'agglomération de Belgorod (ru), plus grande agglomération de la région, peuplée d'environ 600 000 habitants, et représentant près de 40 % de l'économie régionale. Elle englobe en plus de Belgorod des localités des raïons voisins, dans les raïons de Belgorod, de Borissov, de Iakovlevo, de Korotcha et de Chebekino. Parmi les localités se trouvent celles de Severny, de Streteskoïe, de Doubovoïe, de Razoumnoïe, de Novosadovy et d'autres.
L'agglomération s'étend jusqu'à plus de 30 kilomètres du centre-ville, avec la construction de banlieues. Certaines localités deviennent des villes-dortoirs, accompagnées d'importants trafics pendulaires matin et soir. En 2014, il était estimé que 93 000 personnes faisaient le trajet chaque jour jusqu'à Belgorod, avec la majorité (52 000 personnes), utilisant des véhicules privés, le reste utilisant les transports en commun. Avant la guerre, une part importante du trafic, près de 38 %, était depuis et vers la ville ukrainienne de Kharkiv, à une soixantaine de kilomètres au sud. Le trafic est très important vers Doubovoïe ou encore vers la ville de Chebekino.
Cette agglomération croît d'environ 8 à 10 000 personnes chaque année, grâce à une offre immobilière importante.

## Économie
La principale entreprise de Belgorod est la société ZAO Energomach (en russe : Энергомаш) qui fabrique de l'équipement pour centrales thermiques et nucléaires.

## Enseignement
Les principaux établissements d'enseignement de la ville sont l'Université technologique d'État de Belgorod, l'Académie agricole et l'Académie financière.

## Transports

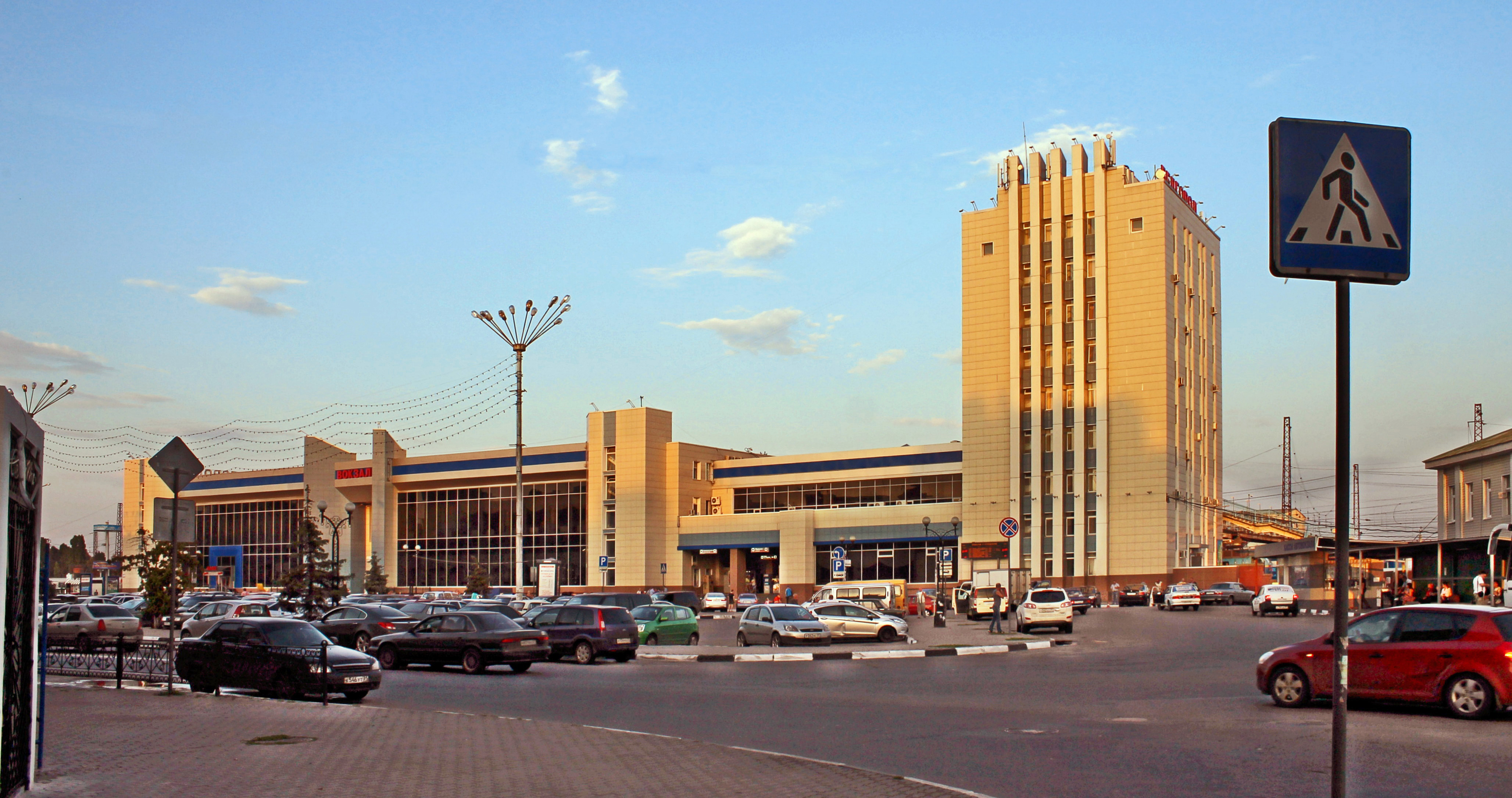
Gare de Belgorod.

La ville est desservie par l'aéroport international de Belgorod.

## Culture
Le Théâtre dramatique de Belgorod porte le nom d'un des plus célèbres acteurs russes du XIXe siècle, Mikhaïl Chtchepkine (en), né dans la région.

## Sport
- FK Saliout Belgorod, club de football fondé en 1960 et évoluant en troisième division russe.
- FK Energomach Belgorod, club de football ayant existé de 2014 à 2018.

## Personnalités liées à la ville
- Svetlana Khorkina (1979-), gymnaste
- Natalia Zueva (1988-), gymnaste
- Alexey Shved (1988-), joueur de basket-ball

## Jumelage
- Niš (Serbie)